# Krzysztof Zborowski (hokeista)
Krzysztof Zborowski (ur. 22 maja 1982 w Nowym Targu) – polski hokeista, reprezentant Polski.

## Kariera
- Podhale Nowy Targ (2000–2006)
- KH Sanok (2006–2008)
- Podhale Nowy Targ (2008–2010)
- Unia Oświęcim (2010–2012)
- Legia Warszawa (2012–2015)

Wychowanek Podhala Nowy Targ. Absolwent NLO SMS PZHL Sosnowiec z 2001. Od 2010 do 2012 zawodnik Unii Oświęcim. Od końca października 2012 roku zawodnik Legii Warszawa.
Uczestniczył w turniejach mistrzostw świata w 2002 (Elita), 2003, 2009, 2010 (Dywizja I).

## Sukcesy

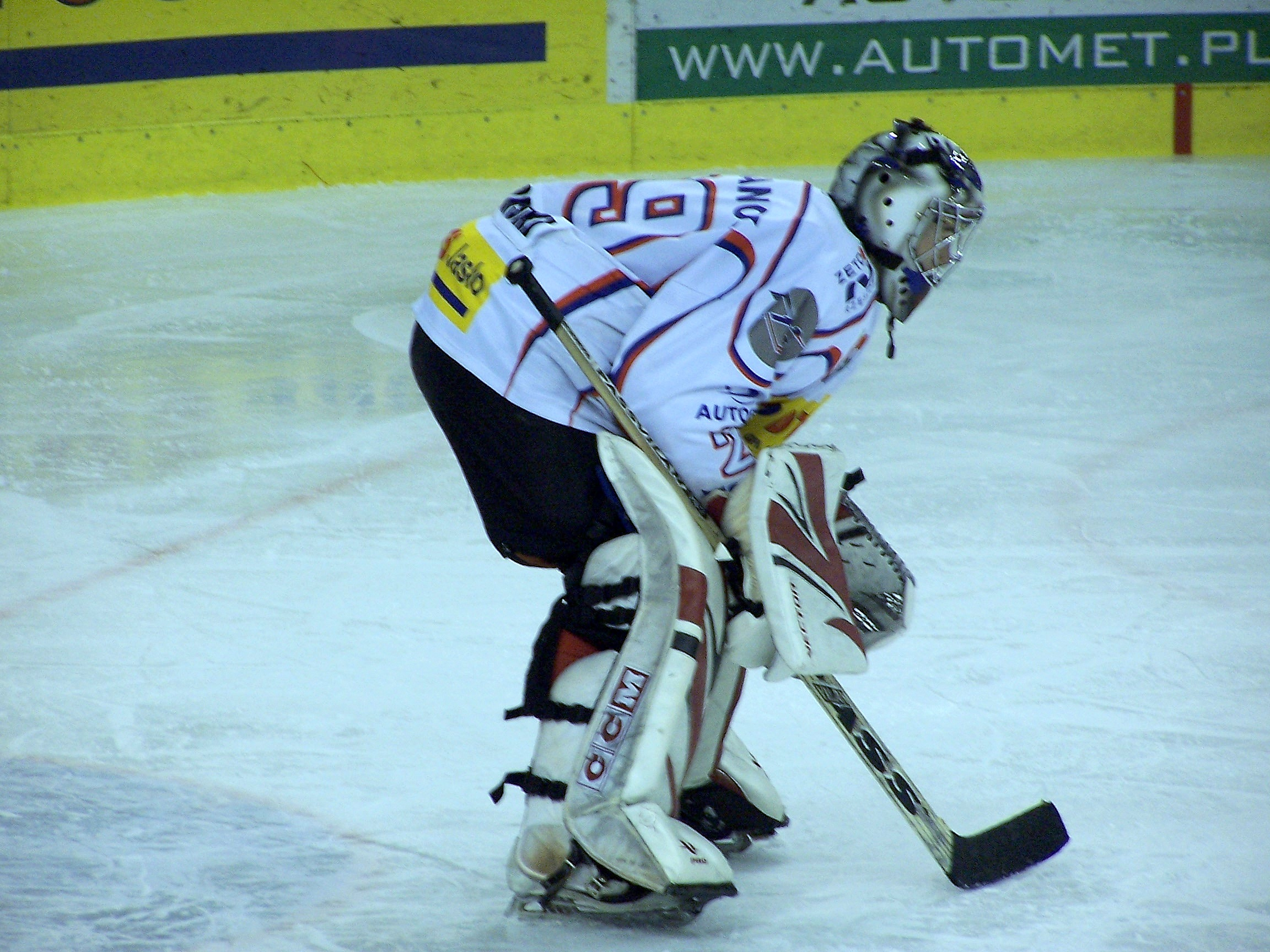
Krzysztof Zborowski w barwach KH Sanok (2006)

Klubowe
- Złoty medal mistrzostw Polski (1 raz): 2010 z Podhalem Nowy Targ
- Srebrny medal mistrzostw Polski (1 raz): 2004 z Podhalem Nowy Targ
- Brązowy medal mistrzostw Polski (4 razy): 2006 i 2009 z Podhalem Nowy Targ, 2011 i 2012 z Unią Oświęcim

Indywidualne
- Złoty Kij (2 razy): 2009, 2010 z Podhalem Nowy Targ